# L'Hivernage
L'Hivernage, ou Hivernage, (en arabe : الحي الشتوي) est un quartier de Marrakech, au Maroc.

## Présentation
Situé entre la Ménara et la place Jemaa el-Fna, ce quartier est situé dans l'arrondissement de Guéliz. Il abrite de nombreux complexes hôteliers. Le principal axe de circulation du quartier est l'avenue Mohammed VI. A la jonction entre L'Hivernage et le quartier de Guéliz se trouve la Gare de Marrakech. Le Palais des congrès de Marrakech et le Théâtre royal comptent parmi les bâtiments remarquables de L'Hivernage.